# Гертман Павло Андрійович
Павло Андрійович Гертман  (нар. 1911 — пом. 1943) — Герой Радянського Союзу (1943, посмертно), під час німецько-радянської війни стрілець 78-го гвардійського стрілецького полку 25-ї гвардійської стрілецької дивізії (6-та армія, Південно-Західний фронт), гвардії рядовий.

## Біографія
Народився в 1911 році у Харкові у родині робітника. Українець.
З 1942 року в лавах РСЧА. У діючій армії з травня того ж року.
Стрілець 78-го гвардійського стрілецького полку 25-ї гвардійської стрілецької дивізії (6-та армія, Південно-Західний фронт), гвардії рядовий П. А. Гертман 5 березня 1943 року у складі взводу під командуванням гвардії лейтенанта Широніна П. М. брав участь у відбитті чисельних атак танків, бронемашин і піхоти противника біля залізничного переїзду на південній околиці села Таранівка (нині Зміївський район Харківської області України). Загинув у цьому бою.
18 травня 1943 року Павлу Андрійовичу Гертману присвоєно звання Героя Радянського Союзу посмертно.
Похований у братській могилі в селі Таранівка.

## Вшанування пам'яті
У селах Таранівка і Соколові встановлені пам'ятники Героям Широнінцям.